# Alte Pinakothek
Alte Pinakothek (în română: Pinacoteca veche) este un muzeu de artă situat în zona Kunstareal din München, Germania. Este una dintre cele mai vechi galerii din lume și găzduiește o colecție semnificativă de lucrări ale vechilor maeștri. Numele Alte („Veche”) Pinakothek se referă la perioada acoperită de colecție, respectiv între secolele al XIV-lea și al XVIII-lea. Neue Pinakothek, reconstruită în 1981, se concentrează pe arta secolului al XIX-lea, iar Pinakothek der Moderne, deschisă în 2002, expune artă modernă. Toate cele trei galerii fac parte din Colecțiile de Pictură ale Statului Bavarez, o organizație a statului liber Bavaria.

## Clădirea
Regele Ludovic I al Bavariei i-a încredințat lui Leo von Klenze sarcina de a construi o nouă clădire pentru galeria ce urma să adăpostească colecția Wittelsbach în 1826.  Construită în stil clasicizant, a fost inaugurată în 1836 ca unul din primele muzee din Germania și cel mai mare muzeu din lume la acea vreme, având o structură avansată din punct de vedere arhitectural și conceptual prin integrarea ingenioasă a luminatoarelor în sălile de expunere. Deosebit de modernă pentru acea epocă, clădirea a devenit un model pentru construcțiile de muzee în Germania și Europa după inaugurarea sa din 1836, influențând astfel galerii noi precum Ermitajul din Sankt Petersburg și alte galerii din Roma, Bruxelles și Kassel.
În al Doilea Război Mondial, clădirea a fost grav avariată de bombardamente. Reconstrucția a avut loc abia în 1957, ocazie cu care porțiunea reconstruită a fațadei exterioare a fost lăsată cu cărămidă aparentă, netencuită, pentru a rămâne ca o cicatrice ce reamintește ororile războiului. Interiorul somptuos de dinainte de război, incluzând loggia mare orientată spre fațada sudică la etajul superior, nu a fost restaurat. În 2008, pentru sălile de la etajul superior al Alte Pinakothek a fost creat un nou înveliș de perete din mătase țesută și vopsită în Lyon. Noua paletă cromatică, verde și roșu, se bazează pe designul încăperilor din perioada construcției clădirii și a fost predominantă până în secolul al XX-lea.

## Istoric

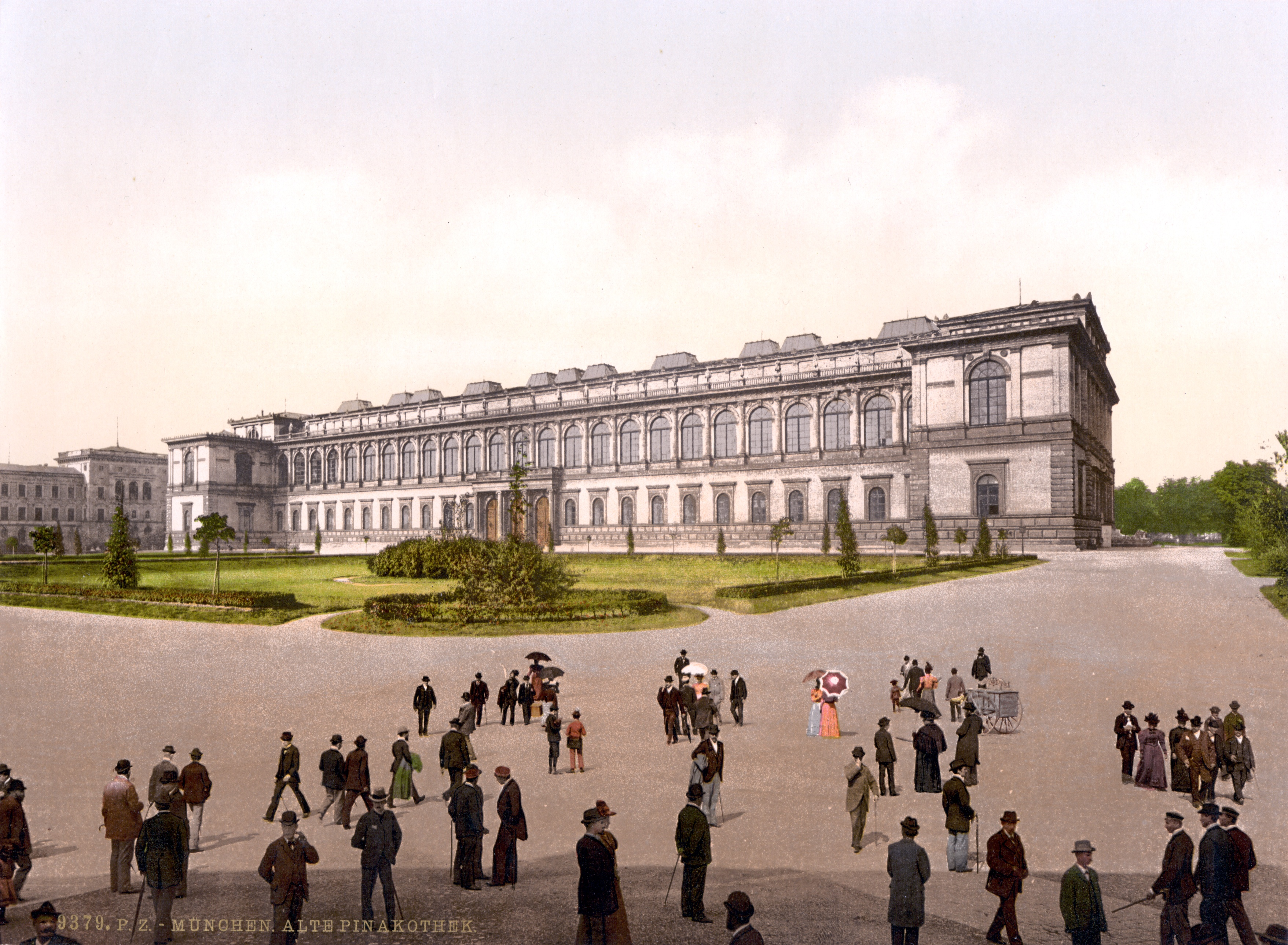
Alte Pinakothek, fotografie colorată manual, c. 1890

Colecția Wittelsbach a fost inițiată de ducele Wilhelm IV (1508–1550), care a comandat unor pictori contemporani importanți realizarea mai multor picturi istorice, printre care se numără și Bătălia de la Issos a lui Albrecht Altdorfer. Prințul elector Maximilian I (1597–1651) a comandat în 1616 patru picturi de vânătoare de la Peter Paul Rubens și a achiziționat numeroase alte lucrări, în special opere ale lui Albrecht Dürer. De asemenea, a obținut Cei patru apostoli în anul 1627, prin presiuni asupra conducătorilor orașului Nürnberg. Cu toate acestea, câțiva ani mai târziu, 21 de picturi au fost confiscate și transferate în Suedia în timpul ocupației orașului München în Războiul de Treizeci de Ani. Nepotul său, Maximilian al II-lea Emanuel (1679–1726), a achiziționat un număr mare de picturi olandeze și flamande în perioada în care a fost guvernator al Țărilor de Jos Spaniole. Astfel, în 1698, el a cumpărat în Anvers de la Gisbert van Colen 12 tablouri de Peter Paul Rubens și 13 de Van Dyck, lucrările lui Rubens provenind din patrimoniul personal al artistului, nefiind destinate vânzării. Sub succesorii lui Max Emanuel, achizițiile au fost în mare parte întrerupte din cauza constrângerilor bugetare.
De asemenea, vărul lui Max Emanuel, Johann Wilhelm, Elector Palatin (1690–1716), a colecționat picturi din Țările de Jos. A comandat de la Peter Paul Rubens Marea Judecată de Apoi și a primit ca zestre a soției sale Sfânta Familie Canigiani de Raphael. Karl Theodor, Elector de Bavaria (1742–1799) avea o preferință deosebită pentru picturile olandeze, printre altele, el a achiziționat Familia Sfântă de Rembrandt. Până la sfârșitul secolului al XVIII-lea, un număr mare de picturi erau expuse la Palatul Schleissheim, fiind accesibile publicului.

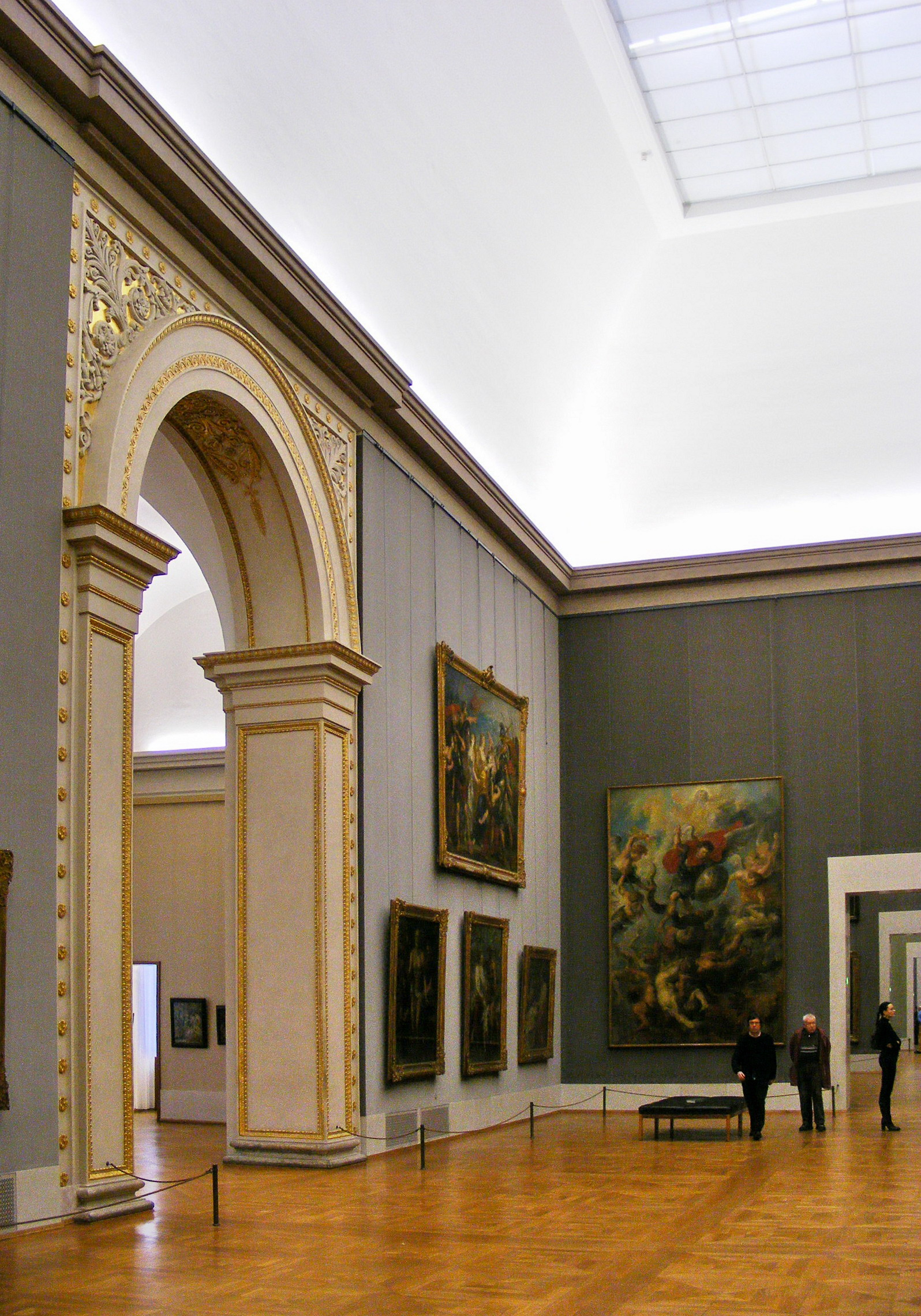
Sala IX

După reunirea Bavariai cu Palatinatul Elector în 1777, galeriile din Mannheim, Düsseldorf și Zweibrücken au fost transferate la München, parțial pentru a proteja colecțiile în timpul războaielor care au urmat Revoluției Franceze. Deși 72 de picturi, inclusiv Bătălia lui Alexandru la Issus, au fost transportate la Paris în 1800 de către armatele invadatoare ale Napoleon I (1769–1821), care era un mare admirator al lui Alexandru cel Mare. Luvru le-a păstrat până în 1804, când Napoleon s-a autoproclamat Împărat al Franței și le-a luat pentru uz propriu. Când prusacii au capturat Castelul Saint-Cloud în 1814, în cadrul Războiul celei de-a Șasea Coaliții, se spune că au găsit pictura agățată în baia lui Napoleon. Majoritatea picturilor nu au fost returnate.
Prin secularizarea, multe picturi din biserici și foste mănăstiri au ajuns în mâinile statului. Regele Ludovic I al Bavariei a colecționat în special picturi germane și olandeze timpurii, dar și capodopere ale Renașterii italiene. În 1827 a achiziționat colecția Boisserée cu 216 lucrări ale maeștrilor germani și olandezi vechi; în 1828, regele a reușit să cumpere și colecția prințului Wallerstein, cu 219 picturi din Germania superioară și Swabia Superioară. În 1838 Johann Georg von Dillis a publicat primul catalog.
După perioada regelui Ludovic I, achizițiile aproape că s-au încheiat. Abia din 1875, directorii Franz von Reber și Hugo von Tschudi au asigurat importante achiziții noi, cum ar fi Madonna cu garoafă de Leonardo da Vinci și Dezbrăcarea lui Hristos de El Greco.
Predilecția conducătorilor Wittelsbach pentru anumiți pictori a făcut ca colecția să fie destul de puternică în aceste domenii, dar a neglijat altele. Din anii 1960, Pinakothek a completat unele dintre aceste lacune: de exemplu, un deficit de picturi din secolul al XVIII-lea a fost abordat prin integrarea în colecție a lucrărilor împrumutate de la două bănci bavareze. Printre aceste picturi s-au numărat Colivia de păsări de Nicolas Lancret și Madame Pompadour de François Boucher.
În aprilie 1988, Hans-Joachim Bohlmann, un vandali în serie, a stropit cu acid trei picturi de Albrecht Dürer, respectiv Lamentarea lui Hristos, Altarul Paumgartner și Mater Dolarosa, provocând daune estimate la 35 de milioane de euro. În 1990, a fost achiziționată pictura Ecce agnus dei de Dierick Bouts 
Pe 5 august 2014, muzeul a respins o cerere a unui descendent al bancherului Carl Hagen privind repatrierea lucrării Das Zitronenscheibchen (Felia de Lămâie) de Jacob Ochtervelt, pe motivul că aceasta a fost achiziționată ilegal în urma persecuțiilor naziste. O investigație a muzeului a stabilit că lucrarea fusese achiziționată legal, la un preț corect, și că interesul familiei Hagen se limita doar la o garanție pentru pictură.

## Colecția

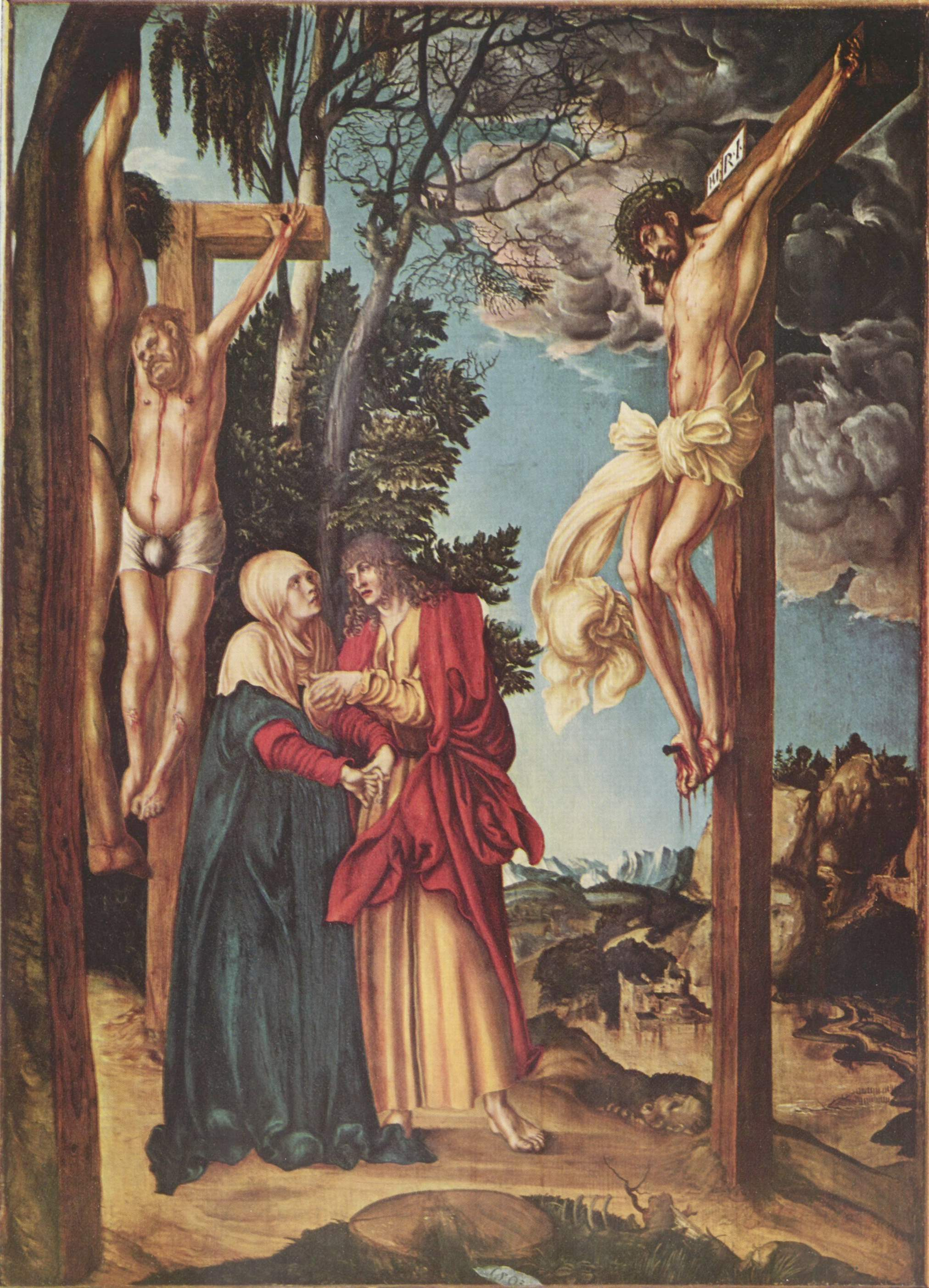
Kreuzigung Christi (în română: Răstignirea lui Hristos) de Lucas Cranach cel Bătrân

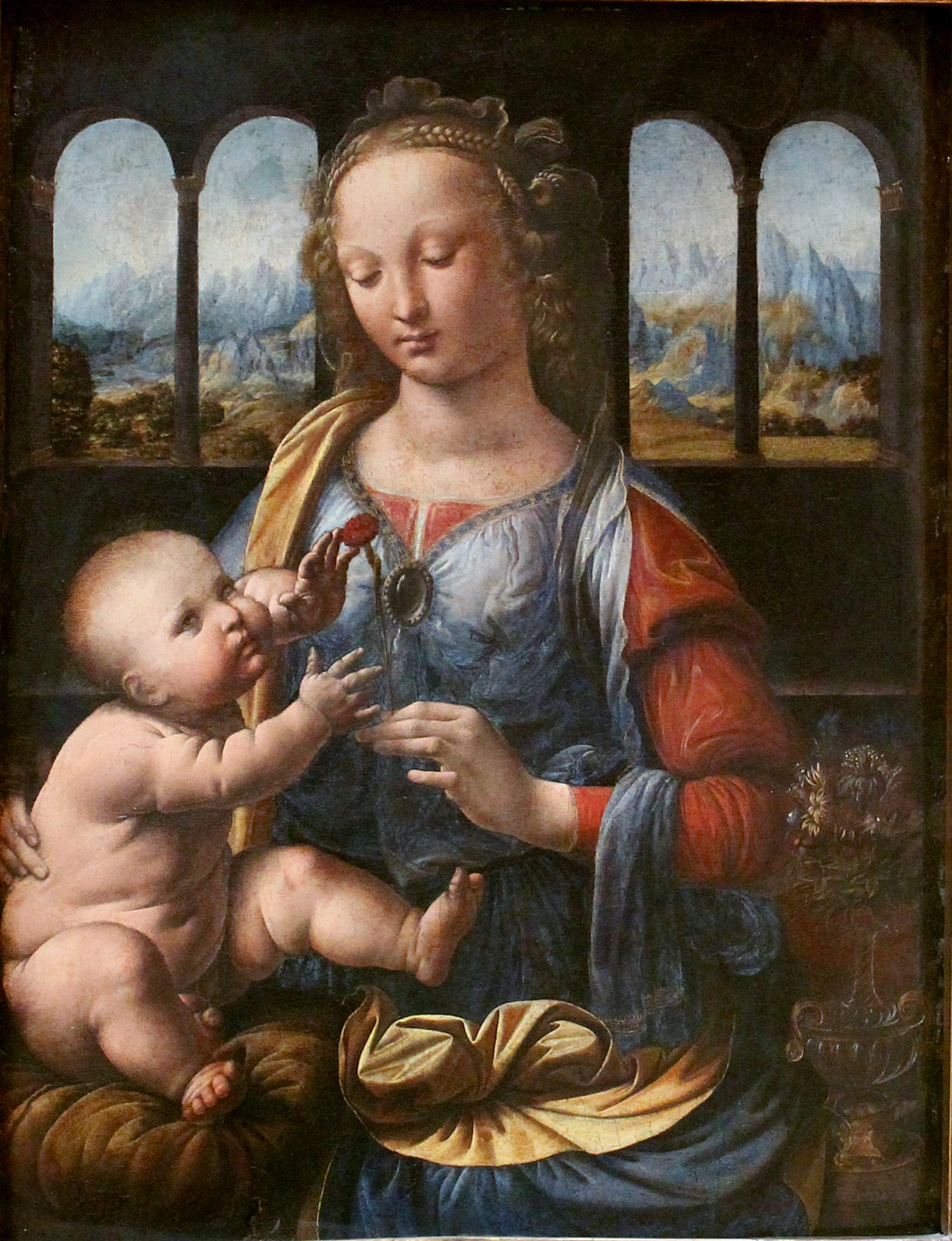
Madonna cu garoafă de Leonardo da Vinci

Muzeul se află sub supravegherea Colecțiile de picturi ale statului bavarez, care deține, de asemenea, o colecție extinsă de mii de picturi europene din secolele XIII-XVIII. În mod special, colecția sa de picturi italiene timpurii, germane vechi, olandeze vechi și flamande este una dintre cele mai importante din lume.
Peste 800 dintre aceste picturi sunt expuse la Alte Pinakothek. Datorită spațiului limitat din clădire, unele galerii asociate din întreaga Bavaria, cum ar fi galeriile baroce de la Palatul Schleissheim și Castelul Neuburg, expun, de asemenea, lucrări ale maeștrilor vechi. Între 2014 și 2017, aripi ale muzeului au fost închise secvențial pentru renovare, iar lucrările din secțiunile închise nu au fost disponibile pentru vizitare.
- Pictura germană secolele XIV–XVII:

Alte Pinakothek găzduiește cea mai completă colecție de maeștri vechi germani din lume. Printre multele lucrări expuse, se numără cele ale lui Stefan Lochner (Adorația Pruncului de către Fecioara Maria (Nașterea)), Michael Pacher (Altarpic de către Părinții Bisericii), Martin Schongauer (Familia Sfântă), Albrecht Dürer (Cei Patru Apostoli, Altarpic Paumgartner, Autoportret), Hans Baldung Grien (Margravia Christoph al Badenului), Albrecht Altdorfer (Bătălia de la Issus), Cranach (Lamentarea sub Cruce), Holbein (Altarpic Sf. Sebastian; Panoul central: Martiriul Sf. Sebastian), Matthias Grünewald (SS. Erasmus și Mauriciu), Hans von Aachen (Triumful Adevărului), Adam Elsheimer (Fuga în Egipt), și Johann Liss (Moartea Cleopatrei).
- Pictura Țărilor Joase timpurii secolele XV–XVI:

Una dintre cele mai impresionante colecții din lume, în special pentru pictura flamandă timpurie, cu capodopere precum Vera Icon (van Eyck) și alte lucrări excepționale ale unor autori ca Rogier van der Weyden (Altarpicul Sfântului Columba), Dieric Bouts (Ecce Agnus Dei), Lucas van Leyden (Fecioara Maria și Pruncul cu Maria Magdalena și un Donator), Hieronymus Bosch (Fragment din Judecata de Apoi), Hans Memling (Cele Șapte Bucurii ale Fecioarei Maria), și Jan Gossaert, cunoscut și sub numele de Mabuse (Danae).
- Pictura olandeză secolele XVII–XVIII:

Datorită pasiunii domnitorilor Wittelsbach, această secțiune conține numeroase picturi de o excepțională calitate. Printre maeștri se numără Rembrandt van Rijn (Coborârea de pe Cruce, Sfânta Familie), Frans Hals (Portretul lui Willem Croes), Pieter Lastman (Odiseu și Nausicaa), Carel Fabritius (Autoportret), Gerard Terborch (Prinzătorul de Purici (Băiatul cu Câinele său)) Jacob van Ruisdael (Torrent cu Stejari) și alții.
- Pictura flamandă secolele XVI–XVIII:

Colecția conține capodopere ale unor pictori precum Jan Mabuse (Danae), Pieter Brueghel cel Bătrân (Scena din port cu Hristos predicând, Țara Cockaigne), Jan Brueghel cel Bătrân (Scena din port cu Hristos predicând), Peter Paul Rubens (Rubens și Isabella Brant în coloana de iasomie, Căderea celor Damnați, Marea Judecată de Apoi), van Dyck (Depunerea, Autoportret, Susanna și bătrânii), Jacob Jordaens  (Satir cu țărani) și Adriaen Brouwer (Magazinul de băutură din sat).
- Colecția Rubens cu 72 de lucrări este cea mai mare colecție permanentă de acest tip din lume.
- Pictura italiană secolele XIII–XVIII:

Pictura gotică italiană este cea mai veche din galerie, printre acestea aflându-se faimoasa Cina cea de Taină a lui Giotto, urmată de toate Școlile de pictură italiană Renașterii și Barocului. Sunt reprezentate lucrări ale unor maeștri precum Fra Angelico (Îngroparea lui Hristos), Domenico Ghirlandaio (Fecioara Maria și Pruncul alături de SS. Dominic, Mihail, Ioan Botezătorul și Ioan Evanghelistul), Sandro Botticelli (Lamentația asupra lui Hristos), Fra Filippo Lippi (Anunțarea), Lorenzo Lotto (Măritărea mistică a Sf. Catherina), Raphael (Sfânta Familie Canigiani, Madonna della tenda, Madonna Tempi), Leonardo da Vinci (Madonna of the Carnation), Antonello da Messina (Anunțata), Titian (Vanitate, Charles V), Tintoretto (Hristos în casa Mariei și Martei), Paolo Veronese (Amor cu doi câini), Guido Reni (Asumarea Fecioarei Maria), Luca Giordano (Un filozof cinic), Tiepolo (Adorarea Magilor), Francesco Guardi (Regata pe Canale della Guidecca), Canaletto (Piazzeta în Veneția) și alții.
- Pictura franceză secolele XVI–XVIII:

În ciuda relațiilor strânse ale Wittelsbach cu Franța, aceasta reprezintă a doua cea mai mică secțiune a colecției, cu lucrări ale unor autori precum Claude Lorrain (Expulzarea Hagarei), Nicolas Poussin (Midas și Bacchus), François Boucher (Madame de Pompadour, Fata culcată), Nicolas Lancret (Colivia de păsări), Jean-Baptiste-Siméon Chardin (Femeia care curăță napajele), Maurice-Quentin de la Tour (Mademoiselle Ferrand meditând asupra lui Newton), Claude Joseph Vernet (Portul de Est la Zori), și Jean-Honoré Fragonard (Fata cu câinele).
- Pictura spaniolă secolele XVI–XVIII:

Deși aceasta este cea mai mică secțiune, toți maeștrii importanți sunt reprezentați, cum ar fi El Greco (Dezbrăcarea lui Hristos), de la Cruz (Infanta Isabella Clara Eugenia a Spaniei), Velázquez (Tânărul gentilom spaniol), Jusepe de Ribera (Sf. Bartolomeu), Francisco de Zurbarán (Îngroparea Sf. Catharina din Alexandria pe Muntele Sinai, Sf. Francisc în extaz), și Murillo (Băieți cerșetori mâncând struguri și pepene). Picturile lui Francisco Goya au fost transferate în Noua Pinakothek.

## Galerie
|                                                               |
| Lorenzo Lotto, Măritărea mistică a Sfintei Catherina, 1506–08 |

|                                                                  |
| Giotto di Bondone, Hristos pe Cruce între Maria și Ioan, c. 1300 |

|                                        |
| Adam Elsheimer, Fuga în Egipt, c. 1609 |

|                                        |
| Anthony van Dyck, Autoportret, c. 1621 |

|                                                                   |
| François Boucher, Fată culcată (Marie-Louise O'Murphy, 1737–1818) |

|                           |
| Titian, Vanitate, c. 1516 |

|                                      |
| Pieter Bruegel, Țara Cockaigne, 1567 |

|                                   |
| Albrecht Dürer, Autoportret, 1500 |

|                                                                                        |
| Jacopo de' Barbari c. 1440–înainte de 1516, Natură moartă cu partridge și mănuși, 1504 |

|                              |
| Raphael, Madonna Tempi, 1508 |

|                                               |
| Albrecht Altdorfer, Bătălia de la Issus, 1529 |

|                                                               |
| Juan Pantoja de la Cruz, Infanta Isabella Clara Eugenia, 1599 |

|                                                                             |
| Peter Paul Rubens, Rubens și Isabella Brant în grădina de honeysuckle, 1609 |

|                                                 |
| Rembrandt van Rijn, Sacrificiul lui Isaac, 1636 |

|                                       |
| Gerard ter Borch, Vânătorul de purici |

|                                                                     |
| Murillo, Băieți cerșetori mâncând struguri și pepene, cca 1645–1655 |

|                                             |
| François Boucher, Madame de Pompadour, 1756 |

|                                                                  |
| Jean-Honoré Fragonard, Fată cu câine sau La Gimblette, 1770–1775 |